# Attack on Titan (друга сезона)
Друга сезона аниме серије Attack on Titan продукције студија Wit, који је део компаније IG Port, режирана је под надзором Тецуроа Аракија, у режији Масаши Коизука. За композицију серије била је задужена Јасуко Кобајаши, а Кјођи Асано је радио дизајн ликова. Сезона покрива део приче Clash of the Titans (транскр.  Сукоб титана), поглавља 35–51 из оригиналне манге Хајиме Исамаја. Емитована је на каналу MBS TV од 1. априла до 17. јуна 2017. године, а касније и на Tokyo MX, FBS, TOS, HTB, TV Aichi, BS11 и другим JNN станицама широм Јапана. Funimation и Crunchyroll су стримовали ову сезону на својим платформама, док је Adult Swim емитовао верзију са енглеском синхронизацијом Funimation-а.
Сезона прати Ерена Јегера и његове пријатеље из 104. корпуса за обуку, који су управо постали пуноправни чланови Извиђачког корпуса. Након борбе са Женским титаном, Ерен је суочен са хордом титана који се приближавају Зиду Роуз, а битка за опстанак човечанства се наставља. Док Извиђачки корпус жури да спасе зид, откривају нове информације о титанима који су их напали, као и мрачне тајне својих чланова.
Музику је компоновао Хиројуки Савано. Уводна песма је Opfert eure Herzen! (心臓を捧げよ, Shinzō wo Sasageyo!, у преводу: „Посветите своје срце!“) од рок-бенда Linked Horizon, док је завршна песма Yūgure no Tori (夕暮れの鳥, у преводу: „Птице сумрака“) и изведби рок-групе Shinsei Kamattechan.